# Congophiloscia striata
Congophiloscia striata là một loài chân đều trong họ Philosciidae. Loài này được Ferrara & Schmalfuss miêu tả khoa học năm 1983.